# Дворові люди (служебне населення)
Дворові люди, також служебне населення, дворові селяни — князівська та боярська челядь; «посаджені» в княжих господарствах невільні люди, що могли добровільно приймати на себе тягар часткової або повної панщини — часткової або повної кріпосної залежності (часткового або повного холопства), оскільки одержували дім, землю і захист на князівській землі. Безправне становище "посаджених на землі" холопів періоду Київської Русі було юридично врегульовано — законодавчо визначене "Руською правдою". Це особлива категорія кріпаків, які використовувалися їхніми панами-господарями як домашня прислуга. Навіть середньої руки поміщик міг мати декілька десятків людей прислуги. Розселення «служебних людей» породило численні топоніми, що збереглися до сьогодні: «Бобровники», «Бортничі», «Бобровиці», «Бобрики» та ін.
Челядь в «історичному значенні — це дворові люди, що жили й працювали в поміщицькій садибі, панська прислуга. Люди, які займали невисоке службове або громадське становище».
Закінчення епохи середньовіччя (історичної епохи, яка охоплює час від падіння Римської рабовласницької імперії (кінець V століття) і до початку капіталізму — середини XVII століття), відбиваються і на імперіях. У володіннях Габсбурґів Йосиф II скасував 1 листопада 1781 3-денну панщину в Чехії (Богемії), потім у решті провінцій, що він скасував 1790 року. У Галичині, на Закарпатті та Буковині кріпацтво було скасоване 1848 року, у Російській імперії — в 1861 році. 

## У 18-19 століттях у підконтрольній царській Росії частині України
У 1797 Павло I видав указ про заборону продажу дворових людей і безземельних селян. У 1858 цар видав указ, який забороняв поміщикам (землевласникам) переводити селян у дворові люди. До 1861 року менше 7% від усіх кріпаків були дворовими людьми. При звільненні вони не отримували земельний наділ.
На час дев'ятої ревізії 1850 року дворових людей, що були особливою категорією кріпосних селян, які були позбавлені з різних причин земельних наділів з різних причин і змушені були у зв'язку з цим обслуговувати поміщицькі маєтки, налічувалося 56 000 осіб. Їхня кількість значно зросла напередодні селянської реформи 1861 року (за якою послідувала Столипінська реформа). 
У 1858 році їх налічувалося 180 100 тисяч осіб (понад 17 % усіх кріпаків), при чому більшість домових людей були зосереджені в південних і лівобережних губерніях України. Ця група була нечисленною на Правобережжі, де за інвентарними правилами 1847–1848 заборонялося переводити кріпосних селян у дворові. Спеціальним урядовим циркуляром 1858 року було заборонено переводити кріпаків у дворові по всій Російській імперії, в тому числі й в Україні. Згідно з умовами селянської реформи 1861 року, після двох років тимчасової повинності дворовим дарувалися особиста свобода і права нарівні з іншими кріпаками, але вони не отримували жодного земельного наділу, за винятком невеликої групи, яка користувалася польовими наділами до указу 1858 року.
Перегляньте також: Столипінська реформа

## Види дворових
На чолі дворових стояв дворецький. Він був зобов'язаний стежити за порядком у будинку, за подачею страв при обіді. Іноді його називали по-французьки «мажордом».
У штат дворових входили камердинери — кімнатні слуги, в просторіччі — «комардини», «камельдини» тощо
Стременними називалися слуги на конях, що супроводжували господарів під час їх поїздок верхи, в тому числі на полювання.
Козачками називалися хлопчики-слуги в садибі, одягнені в козацький костюм. Козачки зазвичай доповідали господарям про приїзд гостей, бігали з різними дорученнями, розносили частування.
Форейторами (у просторіччі «фалеторами») називалися кучери-підлітки, рідше дорослі люди худорлявої статури, що сиділи верхи на одному з передніх коней запряжки.
У багатьох дворян служили ліврейні лакеї, тобто слуги, одягнені в лівреї — особливий формений одяг з шиттям і галунами.
При виїздах панів супроводжували рослі виїзні лакеї-охоронці — гайдуки, що стояли на зап'ятках карети.
Економка, що відала господарством, називалася ключницею. Її іноді називали «панською панею».
Кухарка, яка готувала для панів, називалася «білою куховаркою», для челяді — «чорною куховаркою».
Покоївки, що в очікуванні доручень зазвичай знаходилися в сінях, називалися «сінни́ми дівчатами». У побуті їх грубо називали дівками.
Багаті дворяни іноді також обзаводилися «для забави» людьми чорної раси — арапами.
У штат дворових також входили кучери, годувальниці, няні, дядьки (вихователі панських синів).
Приміщення для челяді називалося людська.

## В СРСР
З 1930 і до початку 1950-х років практичне скасування паспортної системи на селі й заборона колгоспникам залишати земельні ділянки в Радянському Союзі фактично призвели до прикріплення селян до землі з обов'язковою умовою виконання так званих трудоднів.

## Деталізація джерел
1. 1 2 3  Попович М.В. Нарис історії культури України. — К., 1998. — С. 71-87. Доступ
2. ↑  9.12. Архітектура: дерев'яна і кам'яна (Ю.С. Асєєв, В.О. Харламов) / Історія української культури. У 5 т. / за ред. Ю.С. Асеєва. Київ: Наукова думка, 2001. Т. 1.
3. ↑  Гуржій О.І. КРІПАЦТВО, кріпосне право [Електронний ресурс] // Енциклопедія історії України: Т. 5: Кон - Кю / Редкол.: В. А. Смолій (голова) та ін. НАН України. Інститут історії України. — К.: В-во "Наукова думка", 2008. — 568 с.: іл.
4. ↑  Челядь // Словник української мови : в 11 т. — Київ : Наукова думка, 1970—1980.
5. ↑   Крестьяне // Энциклопедический словарь Брокгауза и Ефрона : в 86 т. (82 т. и 4 доп. т.). — СПб., 1890—1907. (рос. дореф.)
6. 1 2 3 4 5 6  Т. І. Лазанська. Дворові люди [Архівовано 5 червня 2016 у Wayback Machine.] // Енциклопедія історії України : у 10 т. / редкол.: В. А. Смолій (голова) та ін. ; Інститут історії України НАН України. — К. : Наукова думка, 2004. — Т. 2 : Г — Д. — С. 301. — ISBN 966-00-0405-2.